# Crespin (Nord)
Crespin è un comune francese di 4 477 abitanti situato nel dipartimento del Nord nella regione dell'Alta Francia.

## Società

### Evoluzione demografica
Abitanti censiti